# Little Bay (Sint Maarten)
Little Bay (Nederlands: Kleine Baai) is een dorp in Sint Maarten. Het ligt in het zuiden van het land net ten westen van Philipsburg. Bij Little Bay ligt ook het het zoutmeer van de Kleine Baai dat met een halve kilometer veel kleiner is dan het zoutmeer van de Grote Baai.
Op een schiereiland tussen de beide baaien ligt het historische Fort Amsterdam uit 1631. Bij het fort ligt Little Bay Beach, een klein strandje met rustig water dat geschikt is voor snorkelen.
In Little Bay bevindt zich Fort Hill, een 217 meter hoge heuvel waarop zich de ruine van Fort Willem I zich bevindt.

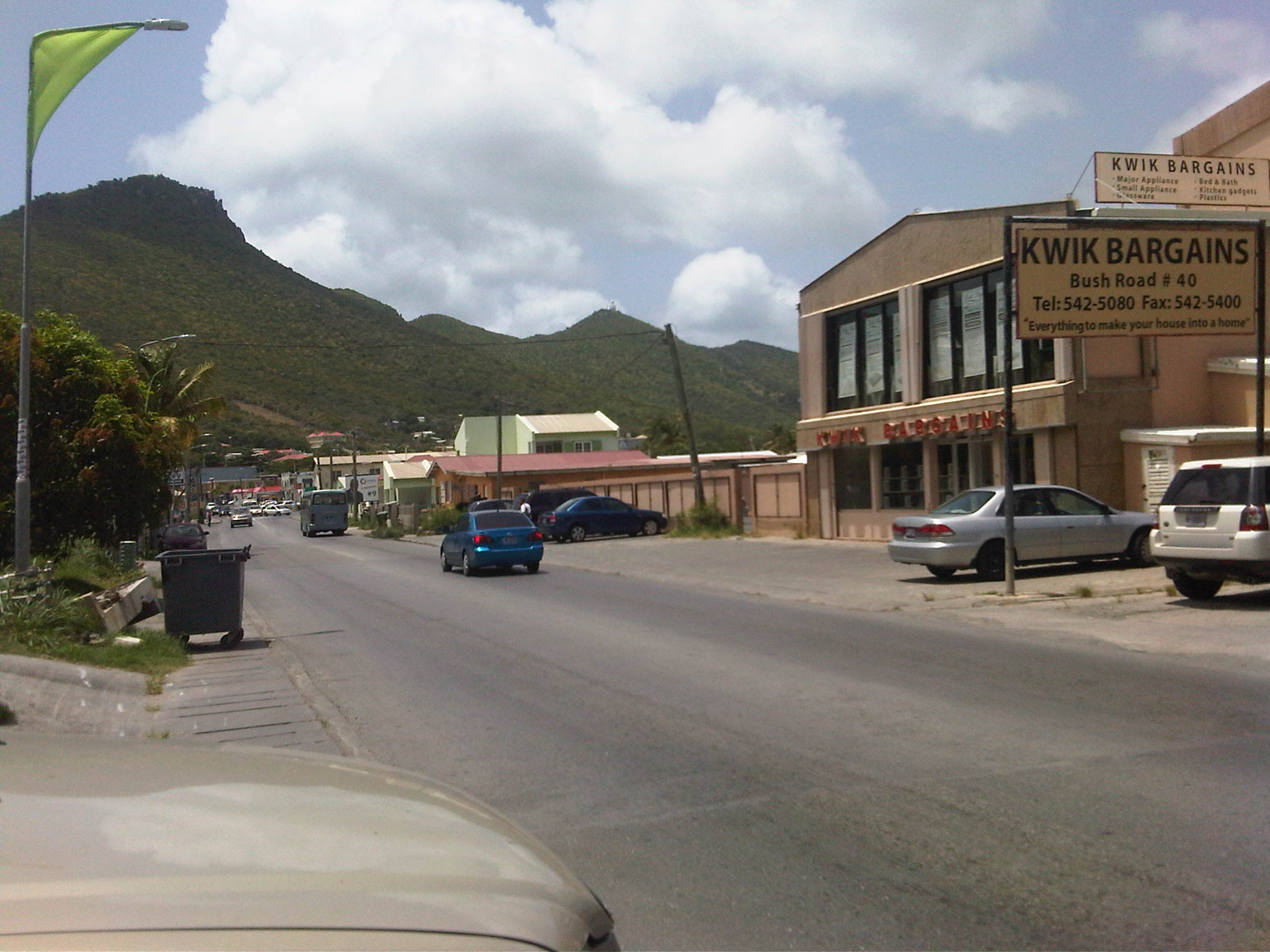
Straat in Little Bay
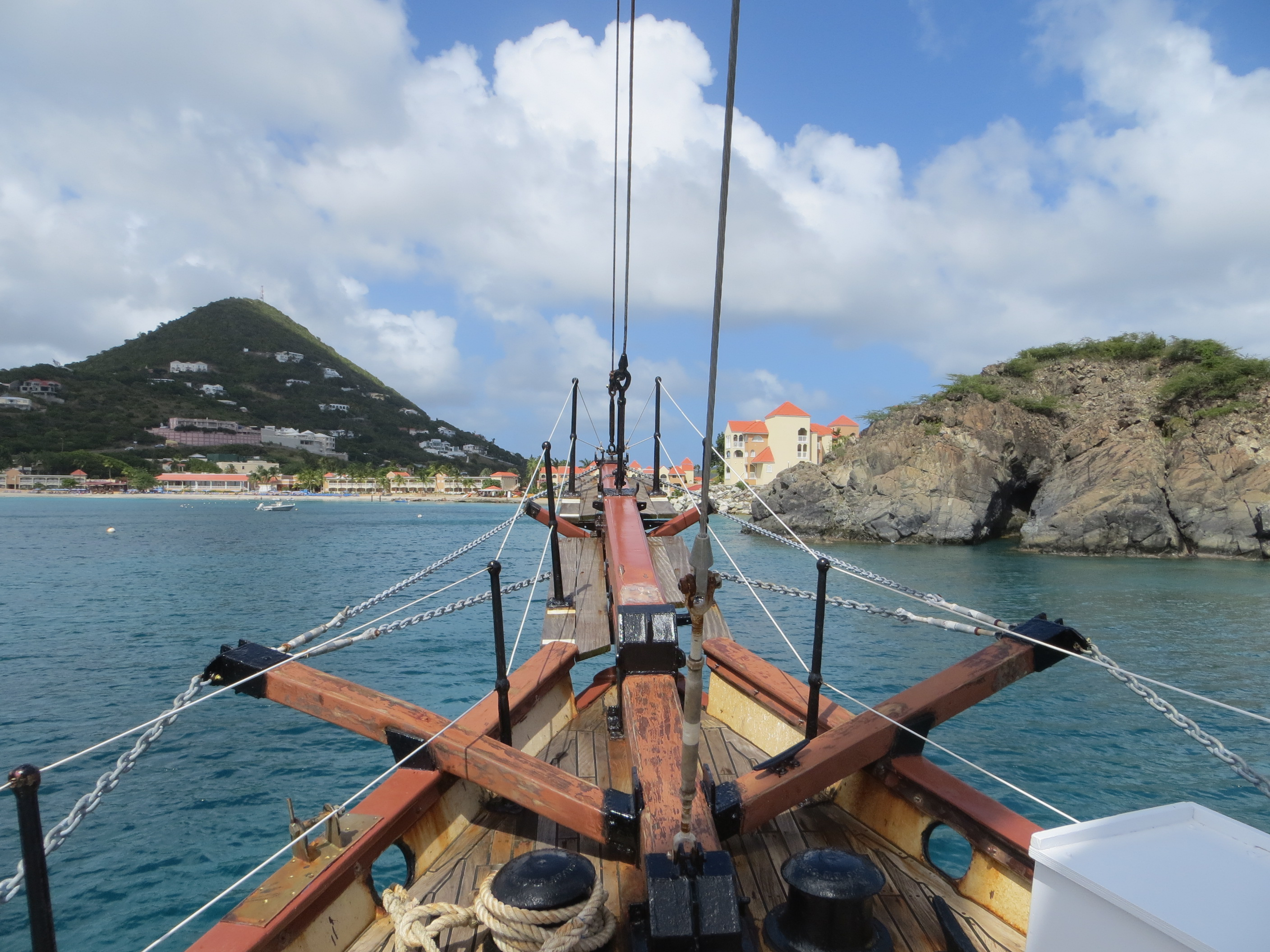
Little Bay vanaf het water
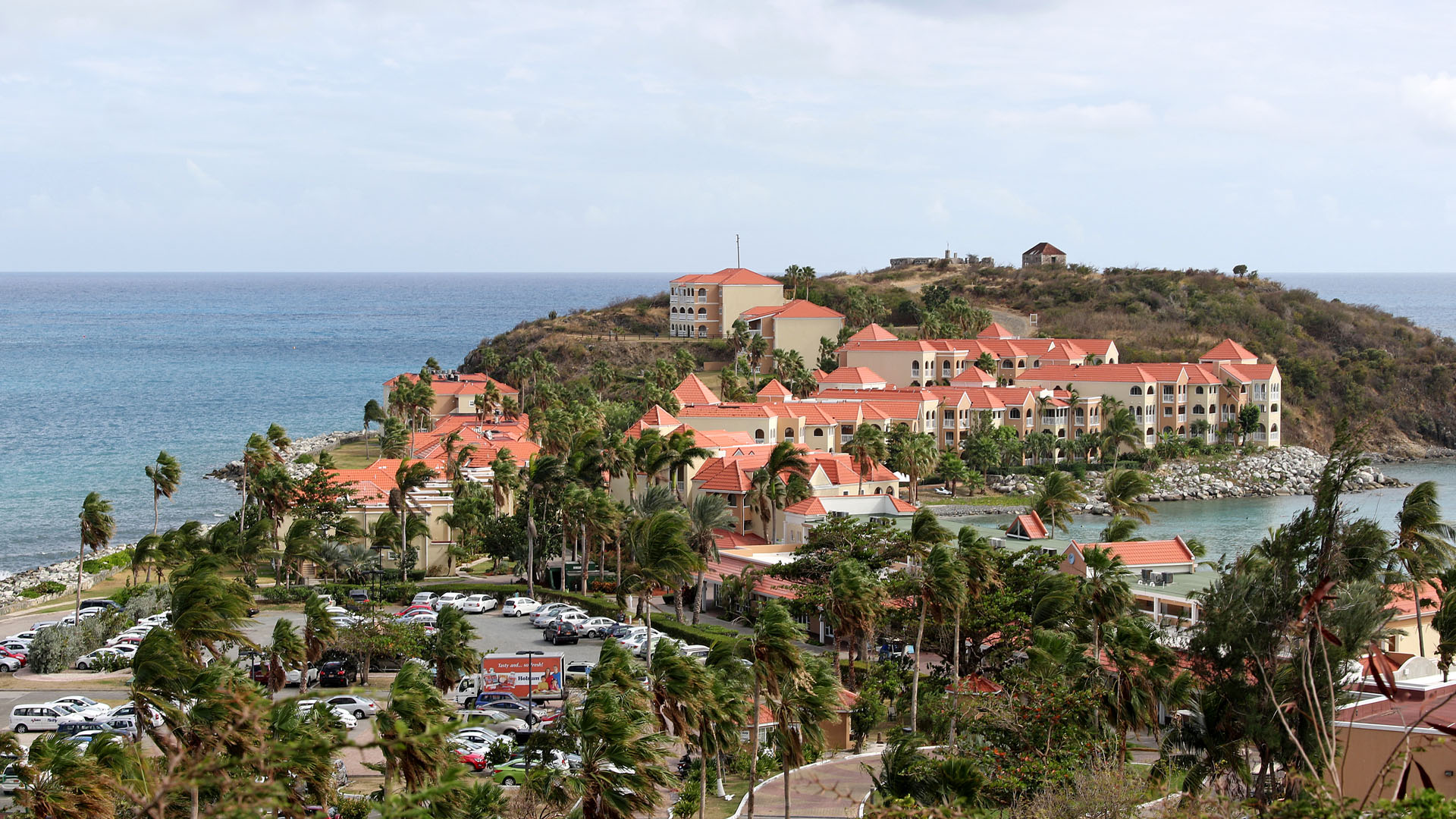
Fort Amsterdam
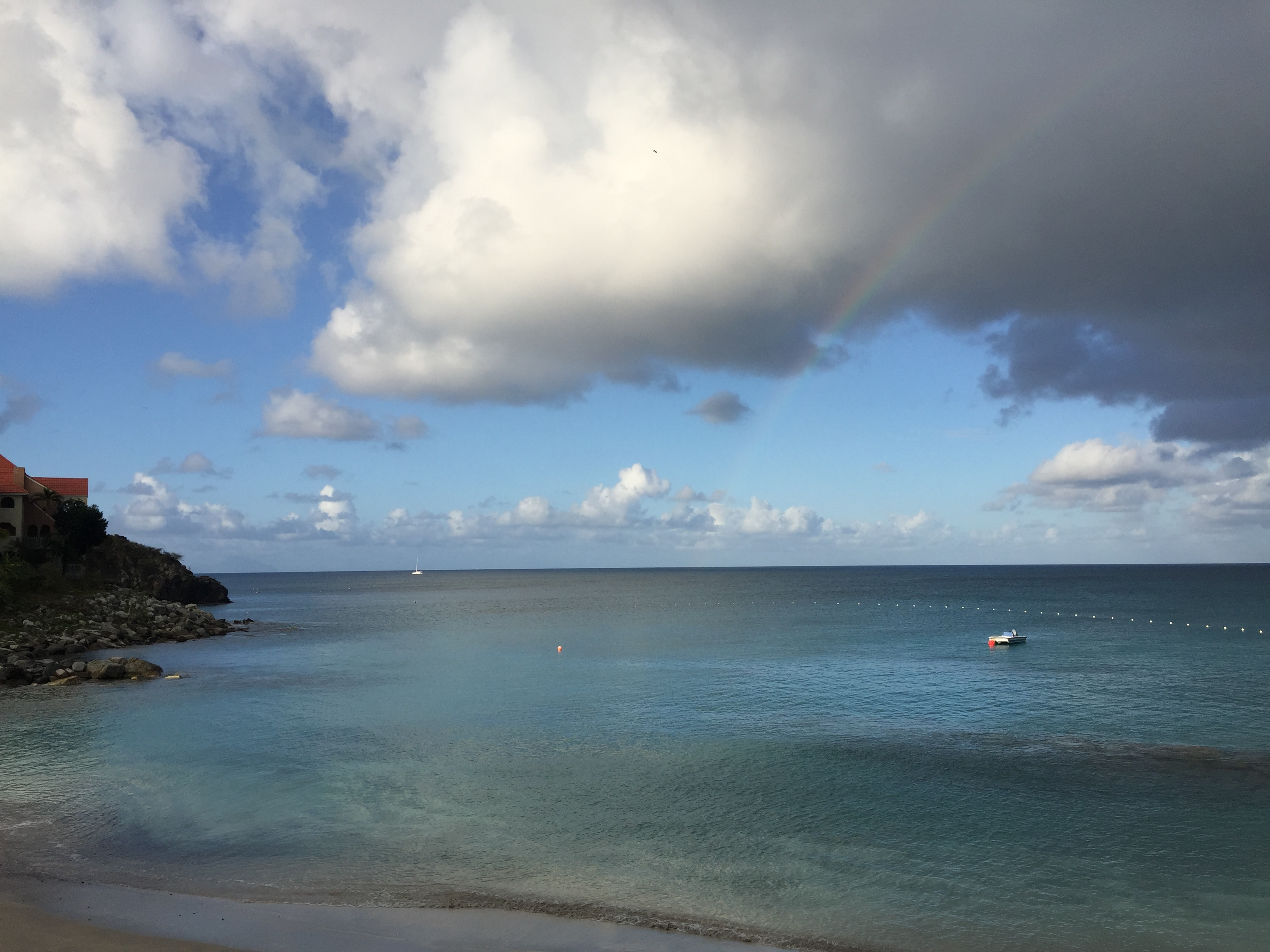
Little Bay met regenboog